# Ермуннсхёуг, Вегард
Вегард Бьёрн Ермуннсхёуг (норв. Vegard Bjørn Gjermundshaug; род. 10 января 1992, Тюнсет, Хедмарк) — норвежский биатлонист.

## Карьера
Его первым стартом на международных гонках стал спринт на Кубке IBU 2012/2013, где Вегард занял десятое место, что могло бы квалифицировать его стартовый номер в гонке преследования, но подобные гонки на этом этапе Кубка IBU 2012/2013 не проводились.
Лучшим результатом сезона 2012/2013 в личных гонках для Вегарда стало четвёртое место на чемпионате мира по биатлону среди юниоров 2013 в индивидуальной гонке. В эстафетных гонках лучшим результатом стало первое место на юниорской эстафете.
Позже, на третьем этапе кубка IBU 2012/2013 спортсмен занял 36-е место в спринте на 10 километров. В дальнейшем ходе сезона, уже на шестом этапе кубка IBU 2012/2013 в немецком Рупольдинге Вегард занял 26 место в десятикилометровом спринте и 27 место в пасьюте на двенадцать с половиной километров.
Помимо этого, спортсмен также принимал участие и на Кубке мира, где во время сезона 2014/2015 в Ханты-Мансийске Вегард занял 47 место в спринте и 55 место в пасьюте.
В дальнейшем ходе событий, уже на Кубке мира 2016/2017 его лучшим результатом, по данным на 11 марта 2017 года, стало 3 место в эстафете.

## Медальный зачёт
| Кубок мира по биатлону 2014/2015 | Кубок мира по биатлону 2014/2015 | Кубок мира по биатлону 2014/2015 | Кубок мира по биатлону 2014/2015 | Кубок мира по биатлону 2014/2015 | Кубок мира по биатлону 2014/2015 |
| Место проведения                 | Дисциплина                       | 1                                | 2                                | 3                                | Результат                        |
| -------------------------------- | -------------------------------- | -------------------------------- | -------------------------------- | -------------------------------- | -------------------------------- |
| Россия                           | спринт                           |                                  |                                  |                                  | 47                               |
| Россия                           | пасьют                           |                                  |                                  |                                  | 55                               |
| Кубок мира по биатлону 2016/2017 |                                  |                                  |                                  |                                  |                                  |
| Место проведения                 | Дисциплина                       | 1                                | 2                                | 3                                | Результат                        |
| Швеция                           | инд. гонка                       |                                  |                                  |                                  | 24                               |
| Италия                           | инд. гонка                       |                                  |                                  |                                  | 28                               |
| Южная Корея                      | спринт                           |                                  |                                  |                                  | 40                               |
| Южная Корея                      | пасьют                           |                                  |                                  |                                  | 40                               |
| Южная Корея                      | эстафета                         |                                  |                                  | 1                                | 3                                |